# Conjectura de Fermat–Catalan
La conjectura de Fermat–Catalan en la teoria de nombres, combina idees del darrer teorema de Fermat i de la conjectura de Catalan, d'on prové el seu nom. La conjectura postula que l'equació

(1){\displaystyle a^{m}+b^{n}=c^{k}\quad }

té un nombre finit de solucions (a,b,c,m,n,k); aquí a, b, c són nombres enters positius coprimers i m, n, k són enters positius que compleixen

(2){\displaystyle {\frac {1}{m}}+{\frac {1}{n}}+{\frac {1}{k}}<1.}

A data de 2008, es coneixien les segúents solucions de (1):
{\displaystyle 1^{m}+2^{3}=3^{2}\;}
{\displaystyle 2^{5}+7^{2}=3^{4}\;}
{\displaystyle 13^{2}+7^{3}=2^{9}\;}
{\displaystyle 2^{7}+17^{3}=71^{2}\;}
{\displaystyle 3^{5}+11^{4}=122^{2}\;}
{\displaystyle 33^{8}+1549034^{2}=15613^{3}\;}
{\displaystyle 1414^{3}+2213459^{2}=65^{7}\;}
{\displaystyle 9262^{3}+15312283^{2}=113^{7}\;}
{\displaystyle 17^{7}+76271^{3}=21063928^{2}\;}
{\displaystyle 43^{8}+96222^{3}=30042907^{2}\;}
La primera d'elles (1m+23=3²) és l'única solució on una de les variables a, b o c és 1; aquesta és la conjectura de Catalan, demostrada l'any 2002 per Preda Mihăilescu. Tècnicament, aquest cas produeix un nombre infinit de solucions de (1) (donat que es pot escollir qualsevol m per a m>6), perà als efectes de l'enunciat de la conjectura de Fermat-Catalan es comptabilitzaran totes aquestes solucions com una de sola.
Es coneix mitjançant el teorema de Faltings, que per a qualsevol elecció fixada d'enters positius m, n i k que compleixin (2), existeix únicament un nombre finit de tuples de nombres enters coprimers (a, b, c) que resolen (1).
La conjectura abc implica la conjectura de Fermat–Catalan.